# Chiến dịch Ke
Chiến dịch Ke (ケ号作戦) là tên gọi cuộc triệt thoái của quân Nhật ra khỏi đảo Guadalcanal diễn ra từ ngày 14 tháng 1 đến 7 tháng 2 năm 1943. Cuộc triệt thoái này được tiến hành với sự hiệp đồng giữa Lục quân và Hải quân, dưới sự chỉ huy chung của Bộ Tổng tư lệnh Đế quốc Nhật Bản. Chỉ huy trưởng của Chiến dịch Ke là Đô đốc Yamamoto Isoroku và Tướng Imamura Hitoshi.
Quân Nhật quyết định rút lui khỏi Guadalcanal và thừa nhận thất bại tại đây sau nhiều nỗ lực tái chiếm bất thành sân bay Henderson, vị trí then chốt của hòn đảo, với thương vong lớn. Ngoài ra, lính Nhật trên đảo cũng bắt đầu chết hàng loạt do đói ăn và thiếu sự chăm sóc y tế cần thiết. Hải quân Nhật trong các nỗ lực tăng viện và tiếp tế cho quân Nhật trên đảo cũng bị tổn thất nặng nề về chiến hạm. Chiến cuộc ở Guadalcanal nói chung đã làm ảnh hưởng tiêu cực đến chiến lược và hoạt động của quân Nhật tại các chiến trường khác. Cuối cùng, quyết định triệt thoái khỏi Guadalcanal đã được Nhật hoàng Hirohito phê chuẩn ngày 31 tháng 10 năm 1942.
Chiến dịch bắt đầu từ ngày 14 tháng 1 khi quân Nhật tăng viện một tiểu đoàn bộ binh đến Guadalcanal để làm nhiệm vụ bọc hậu cho cuộc triệt thoái. Cùng thời điểm đó, hoạt động của không quân Nhật gia tăng mạnh mẽ trong khu vực quần đảo Solomon và New Guinea với kết quả một tuần dương hạm Hoa Kỳ bị đánh chìm trong Trận chiến đảo Rennell và một khu trục hạm khác bị đánh chìm gần Guadalcanal. Việc rút lui chính thức diễn ra trong các đêm ngày 1, 4 và 7 tháng 2 bởi các khu trục hạm. Quân Đồng Minh lầm tưởng quân Nhật tăng viện để quyết tâm bám lấy hòn đảo nên chỉ cho tấn công hạn chế bằng máy bay và ngư lôi đỉnh.
Sau cùng, 10.652 lính Nhật đã được di tản thành công, bù lại quân Nhật mất một khu trục hạm và ba chiếc bị thương nặng. Ngày 9 tháng 2, quân Đồng Minh mới nhận ra quân Nhật đã rút lui thay vì đổ quân tăng viện. Chiến dịch triệt thoái này đã chính thức kết thúc chiến cuộc 6 tháng tại Guadalcanal với thất bại toàn diện thuộc về Nhật Bản.

## Hoàn cảnh chiến dịch
Ngày 7 tháng 8 năm 1942, lực lượng Đồng Minh (chủ yếu là Hoa Kỳ) đã đổ bộ lên Guadalcanal, Tulagi và nhóm đảo Nggela (thường được gọi là nhóm đảo Florida) thuộc quần đảo Solomon. Cuộc đổ bộ này nhằm mục đích đập tan kế hoạch của người Nhật biến quần đảo này thành căn cứ đe dọa tuyến đường vận tải giữa Úc và Hoa Kỳ, đồng thời cũng chiếm luôn quần đảo để làm nơi xuất phát cho các chiến dịch cô lập căn cứ chính của hải quân Nhật là Rabaul và yểm trợ cho quân Đồng Minh trong Chiến dịch New Guinea. Cuộc đổ bộ này đã chính thức mở đầu cho Chiến dịch Guadalcanal kéo dài 6 tháng sau đó.
Lợi dụng sự kinh ngạc của quân Nhật, quân Đồng Minh đã hoàn thành cuộc đổ bộ và chiếm được Tulagi cùng một số hòn đảo nhỏ phụ cận cũng như một sân bay đang xây dựng dở tại Lunga Point thuộc Guadalcanal. Công việc hoàn tất sân bay được tiến hành ngay lập tức, chủ yếu bằng các thiết bị chiếm được của quân Nhật. Vào ngày 12 tháng 8, sân bay được đặt tên là Henderson theo tên của một phi công Thủy quân Lục chiến, Lofton R. Henderson, hy sinh trong Trận Midway. Đến ngày 18 tháng 8, sân bay sẵn sàng hoạt động và lực lượng không quân xuất kích từ sân bay mang tên "Không lực Cactus" (CAF) theo tên mã của Đồng minh cho chiến dịch Guadalcanal. Để bảo vệ sân bay, thủy quân lục chiến Mỹ đã thiết lập một vành đai phòng thủ quanh Lunga Point.
Phản ứng lại việc Đồng Minh đổ bộ lên Guadalcanal, Bộ Tổng tư lệnh Đế quốc Nhật Bản giao cho Quân đoàn 17 đặt căn cứ tại Rabaul dưới quyền chỉ huy của Trung tướng Harukichi Hyakutake, nhiệm vụ tái chiếm Guadalcanal. Trong suốt Chiến dịch Guadalcanal, quân Nhật đã mở ba cuộc tấn công lớn nhằm tái chiếm sân bay Henderson nhưng đều bị đánh bại với thương vong nặng nề. Sau thất bại lần thứ ba vào tháng 10 năm 1942, Hải quân Nhật quyết định tăng viện đến đảo phần còn lại của Sư đoàn Bộ binh số 38 và vũ khí hạng nặng. Tuy nhiên từ ngày 12 đến 15 tháng 11, Trận Hải chiến Guadalcanal đã chính thức chấm dứt hi vọng cuối cùng tái chiếm sân bay Henderson.
Vào giữa tháng 11, Quân Đồng Minh tấn công quân Nhật tại Buna-Gona, New Guinea. Hải quân Nhật Bản, mà chủ lực là Hạm đội Liên hợp với căn cứ đóng tại Truk trước động thái của Đồng Minh đã cảm thấy chiến trường New Guinea có nguy cơ đe dọa nghiêm trọng đến tình hình toàn cục hơn là chiến trường nam quần đảo Solomon. Vì vậy, các sĩ quan tham mưu của Hạm đội Liên hợp đã lên kế hoạch buông bỏ Guadalcanal và chuyển hướng tập trung lực lượng và vật lực sang New Guinea. Tuy nhiên thời điểm này phía Hải quân đã không thông báo cho Lục quân về ý định của họ.
Từ tháng 12, tình hình quân Nhật tại Guadalcanal ngày càng trở nên tồi tệ. Các cuộc tấn công bằng không quân và hải quân Đồng Minh vào các tuyến vận tải đã làm cho việc tiếp tế cho quân Nhật trên đảo ngày càng khó khăn. Kết quả từ ngày 7 tháng 12, trung bình mỗi ngày có 50 lính Nhật trên đảo chết vì suy dinh dưỡng, bệnh tật hoặc bị tấn công. Kể từ khi Chiến dịch Guadalcanal bắt đầu, 30.000 lính Nhật đã được đưa đến đảo nhưng đến tháng 12 chỉ còn 20.000 người sống sót, và chỉ 12.000 người trong số đó còn sức chiến đấu, số còn lại thì bị thương, suy dinh dưỡng hoặc bị bệnh.[a]
Trong khi đó, tình cảnh Hải quân Nhật cũng không khá hơn khi các tổn thất về thủy thủ và chiến hạm cứ tăng dần sau mỗi nỗ lực tăng viện và tiếp tế đến Guadalcanal. Đơn cử vào ngày 30 tháng 11, một khu trục hạm bị đánh chìm trong Trận Tassafaronga; từ ngày 3 đến 12 tháng 12, một khu trục hạm và một tàu ngầm bị chìm và hai khu trục hạm khác bị thương bởi các ngư lôi đỉnh và máy bay Đồng Minh xuất phát từ sân bay Henderson. Những cuộc chuyển vận với tổn thất này lại không mang đến kết quả khả quan: ngày 3 tháng 12, lực lượng Nhật trên đảo chỉ vớt được vỏn vẹn 500 thùng tiếp liệu trong số 1.500 được thả xuống biển; đêm ngày 11 tháng 12, 1.200 thùng tiếp liệu được các tàu của Chuẩn đô đốc Tanaka thả xuống, chỉ có 220 thùng đến tay lính Nhật trên đảo. Các chỉ huy trưởng hạm đội Liên hợp từ đó đã phải thảo luận với phía lục quân rằng nếu những tổn thất cứ gia tăng trong quá trình tiếp liệu đến Guadalcanal, các kế hoạch chiến lược tương lai của Đế quốc Nhật Bản sẽ bị đe dọa.

### Quyết định rút lui

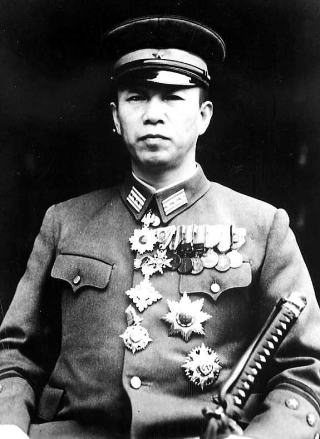
Hattori Takushiro, sĩ quan tham mưu tại Bộ Tổng tư lệnh Đế quốc Nhật Bản

Trong suốt tháng 11, các lãnh đạo cao cấp của Bộ Tổng tư lệnh Đế quốc Nhật Bản tại Tokyo vẫn có ý định tiếp tục tái chiếm Guadalcanal. Tuy nhiên vào cùng thời điểm này, các sĩ quan cấp thấp hơn đã kín đáo thảo luận về việc từ bỏ hòn đảo. Hattori Takushiro và Tsuji Masanobu, hai sĩ quan đã từng đến thị sát Guadalcanal nói với các sĩ quan đồng cấp trong bộ tham mưu rằng bất cứ nỗ lực mới nào nhằm tái chiếm hòn đảo đều là vô ích. Một sĩ quan Nhật Sejima Ryūzō báo cáo khẩu phần hằng ngày của lính Nhật tại Guadalcanal không đủ cho những cuộc tấn công trong tương lai. Ngày 11 tháng 12, các sĩ quan tham mưu Hải quân Yamamoto Yuji và Lục quân Hayashi Takahiko trở về Tokyo từ Rabaul đã khẳng định lại các báo cáo của Hattori, Tsuji và Sejima. Ngoài ra, Yamamoto và Hayashi còn báo cáo thêm hầu hết các sĩ quan Hải quân và Lục quân tại Rabaul đều ủng hộ việc từ bỏ Guadalcanal. Thêm vào đó, Bộ Chiến tranh cũng đưa ra các số liệu cho Bộ Tổng tư lệnh thấy khả năng vận chuyển đường biển là hạn chế và không thề cùng lúc đủ để vừa tái chiếm Guadalcanal, vừa vận chuyển tài nguyên chiến lược duy trì sức mạnh kinh tế và quân sự của Nhật Bản.
Ngày 19 tháng 12, một phái đoàn của Bộ Tổng tư lệnh, do Đại tá Sanada Joichiro dẫn đầu, tham mưu trưởng cho các chiến dịch của Bộ Tổng tư lệnh đã đến Rabaul để thảo luận về tương lai của New Guinea và Guadalcanal. Imamura Hitoshi, chỉ huy trưởng Phương diện quân 8, chịu trách nhiệm khu vực New Guinea và Solomon, không trực tiếp đề nghị rút lui khỏi Guadalcanal nhưng đã phân tích kỹ càng những khó khăn cho việc tái chiếm hòn đảo. Imamura còn nói thêm bất cứ quyết định rút lui nào cũng phải đi kèm kế hoạch di tản càng nhiều càng tốt những binh lính còn đang kẹt lại tại Guadalcanal.[b]
Sanada trở về Tokyo ngày 25 tháng 12 và kiến nghị Bộ Tổng tư lệnh phải ngay lập tức từ bỏ Guadalcanal và chuyển trọng tâm chiến trường về New Guinea. Các lãnh đạo của Bộ Tổng tư lệnh Tối cao đồng ý với kiến nghị này một ngày sau đó và lệnh cho các sĩ quan tham mưu lên kế hoạch triệt thoái khỏi Guadalcanal và thiết lập tuyến phòng thủ mới ở trung tâm quần đảo Solomon.
Ngày 28 tháng 12, Tướng Sugiyama Hajime và Đô đốc Nagano Osami đã tự mình giải thích cho Nhật hoàng Hirohito về quyết định triệt thoái khỏi Guadalcanal. Trong cuộc họp với Sugiyama và Nagano, Nhật Hoàng hỏi "Tại sao Hoa Kỳ có khả năng lập xong sân bay trong ba ngày mà ta làm hai tháng chưa xong?" thì nhận được câu trả lời của Đô đốc Nagano rằng người Mỹ xây sân bay bằng cơ giới còn quân Nhật chỉ dựa vào sức người. Ba ngày sau đó, Nhật hoàng đã chính thức phê chuẩn quyết định.

### Kế hoạch và lực lượng
Ngày 3 tháng 1, Bộ Tổng tư lệnh thông báo cho Phương diện quân 8 và Hạm đội Liên hợp về quyết định triệt thoái khỏi Guadalcanal. Đến ngày 9 tháng 1, các sĩ quan tham mưu của Phương diện quân 8 và Hạm đội Liên hợp đã soạn thảo thành công kế hoạch triệt thoái, mang tên Chiến dịch Ke, lấy tên một âm tiết trong bảng chữ cái tiếng Nhật.[c]
Theo kế hoạch này, một tiểu đoàn bộ binh sẽ được vận chuyển bằng khu trục hạm đến Guadalcanal vào ngày 14 tháng 1 để làm vai trò bọc hậu cho cuộc di tản. Quân đoàn 17 sẽ bắt đầu rút lui về phía tây hòn đảo trong khoảng thời gian ngày 25 hoặc 26 tháng 1. Hoạt động của không quân Nhật sẽ được gia tăng tối đa quanh khu vực phía nam quần đảo Solomon từ ngày 28 tháng 1. Trong khi Quân đoàn 17 được đưa đi bằng các khu trục hạm từ đầu tháng 2 đến 10 tháng 2, cùng thời điểm đó, không quân và hải quân Nhật sẽ tiến hành các cuộc tấn công nghi binh nhỏ quanh New Guinea và quần đảo Marshall cũng như tạo tín hiệu vô tuyến giả để đánh lạc hướng quân Đồng Minh về ý định thực sự của quân Nhật.

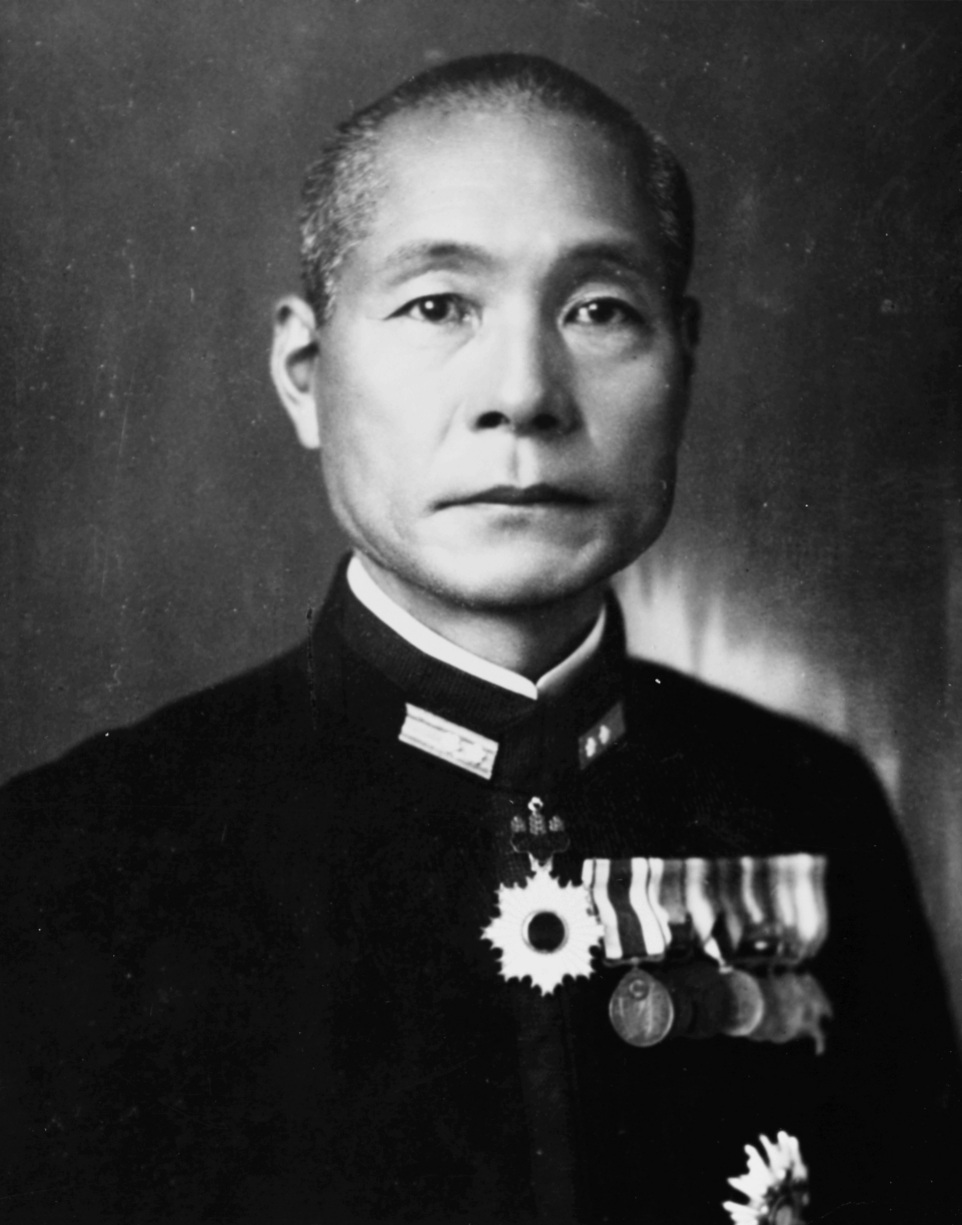
Mikawa Gunichi, chỉ huy trưởng Hạm đội 8 Hải quân Đế quốc Nhật Bản

Lực lượng hải quân được Yamamoto chuẩn bị cho chiến dịch bao gồm các hàng không mẫu hạm Junyō và Zuiho, thiết giáp hạm Kongō và Haruna, bốn tuần dương hạm hạng nặng và các khu trục hạm dưới quyền Đô đốc Kondō Nobutake. Lực lượng này sẽ bảo vệ cho đoàn chuyển vận quanh Ontong Java, phía bắc quần đảo Solomon. Các chiến hạm trực tiếp phục vụ cho việc di tản thuộc về Hạm đội 8 của Đô đốc Mikawa với tuần dương hạm hạng nặng Chōkai và Kumano, tuần dương hạm hạng nhẹ Sendai và 21 khu trục hạm. Các khu trục hạm sẽ đóng vai trò làm tàu chở quân. Theo tính toán của Yamamoto, khoảng ½ số khu trục hạm trên sẽ bị đánh chìm trong chiến dịch triệt thoái.[d]
Lực lượng không quân yểm trợ Nhật cho chiến dịch đến từ không Hạm đội 11 và Sư đoàn không quân số 6 của Lục quân, căn cứ tại Rabaul với tổng cộng 312 máy bay. Ngoài ra còn có 64 máy bay thuộc hàng không mẫu hạm Zuikaku được tạm thời điều đến Rabaul và 60 thủy phi cơ căn cứ tại Rabaul, Bougainville và quần đảo Shortland, nâng tổng số máy bay Nhật Bản tham gia chiến dịch lên đến con số 436. Các chiến hạm và đơn vị không lực hải quân trong khu vực hải quân được tổ chức thành Hạm đội Khu vực Đông Nam chỉ huy bởi Kusaka Jinichi.
Bên phía Hoa Kỳ, dưới sự tổng chỉ huy của Đô đốc William Halsey, Jr. là một lực lượng chiến hạm hùng hậu: hai hàng không mẫu hạm USS Enterprise và USS Saratoga, sáu hàng không mẫu hạm hộ tống, ba thiết giáp hạm nhanh, bốn thiết giáp hạm cũ, 13 tuần dương hạm và 45 khu trục hạm. Về không quân bao gồm 92 máy bay của Không lực 13 (Chuẩn tướng Nathan Farragut Twining chỉ huy), 81 máy bay của Không lực Cactus (Chuẩn tướng Thủy quân lục chiến Francis P. Mulcahy chỉ huy) cộng với 339 máy bay từ các hàng không mẫu hạm, 30 oanh tạc cơ hạng nặng căn cứ tại New Guinea nhưng có tầm hoạt động đến tận quần đảo Solomon giúp cho Đồng Minh có tổng cộng 539 máy bay. Chuẩn Đô đốc Aubrey Fitch là tổng chỉ huy không quân tại Nam Thái Bình Dương.[e]
Trong tuần lễ đầu tiên của tháng 1, bệnh dịch, nạn đói và những cuộc chạm trán khiến cho Quân đoàn 17 dưới quyền tướng Hyakutake chỉ còn khoảng 14.000 lính, trong số đó nhiều người đã mất khả năng chiến đấu. Cả quân đoàn chỉ còn ba vỏn vẹn ba khẩu pháo dã chiến và thiếu đạn pháo trầm trọng. Ngược lại, quân Đồng Minh trên đảo, một lực lượng hỗn hợp giữa Lục quân và TQLC Hoa Kỳ với tên gọi Quân đoàn XIV, dưới quyền của Thiếu tá Alexander Patch, có quân số lên đến 50.666 người. Lực lượng pháo binh trong tay Thiếu tá Patch có đến 167 khẩu pháo các loại, bao gồm lựu pháo 75 mm (2.95 in), 105 mm (4.13 in) và 155 mm (6.1 in) và đạn pháo thì cực kỳ dồi dào.[f]

## Diễn biến chiến dịch

### Sự chuẩn bị của quân Nhật
Ngày 1 tháng 1, giới quân sự Nhật Bản đã cho thay đổi mã vô tuyến, vốn trước đó đã bị giải mã bởi tình báo Đồng Minh, để đánh lạc hướng về ý đồ và sự di chuyển của quân Nhật. Trong tháng 1, các hoạt động trinh sát và phân tích lưu lượng vô tuyến của Đồng Minh đã nhận ra các dấu hiệu quân Nhật đang tập trung máy bay và tàu chiến tại Truk, Rabaul và quần đảo Shortland. Cụ thể, phía Đồng Minh phân tích rằng sự gia tăng cường độ vô tuyến tại quần đảo Marshall là dấu hiệu đánh lạc hướng chú ý vào một chiến dịch tấn công sắp diễn ra ở New Guinea hoặc quần đảo Solomon. Tuy nhiên, các nhân viên tình báo đã không nhận ra được ý đồ thực sự của chiến dịch. Ngày 26 tháng 1, Bộ tư lệnh Đồng Minh tại Thái Bình Dương thông báo các lực lượng Đồng Minh tại Thái Bình Dương rằng quân Nhật sắp mở cuộc tấn công mới, gọi là Ke, ở khu vực quần đảo Solomon hoặc New Guinea.
Ngày 14 tháng 1, chín khu trục hạm đã đưa Tiểu đoàn Yano, đơn vị làm nhiệm vụ bọc hậu cho cuộc triệt thoái Ke đến Guadalcanal. Tiểu đoàn này do Thiếu tá Yano Keiji chỉ huy có quân số 750 người, hầu hết là lực lượng dự phòng và chưa được huấn luyện, và một đại đội pháo 75mm gồm 100 pháo thủ. Ngoài ra đi theo tiểu đoàn còn có 150 kỹ sư thông tin của Phương diện quân 8 để hỗ trợ chiến dịch, cùng Trung tá Imoto Kumao, cũng thuộc Phương diện quân 8, đến để công bố lệnh và kế hoạch triệt thoái đến tướng Hyakutake và quân đoàn 17. Máy bay Đồng Minh gồm các oanh tạc cơ SDB Dauntless có chiến đấu cơ hộ tống và B-17 đã phát hiện và tấn công đoàn khu trục hạm này trong hai đợt và làm bị thương hai khu trục hạm Arashi và Tanikaze cũng như tiêu diệt được tám chiến đấu cơ Nhật. Hạm trưởng của Tanikaze Katsumi Motoi chết trong đợt không kích thứ hai. Năm máy bay Hoa Kỳ bị bắn rơi.[g]
Ngày 15 tháng 1, Imoto đã đến tổng hành dinh Quân đoàn 17 tại Kokumbona để thông báo cho Hyakutake và các sĩ quan tham mưu về quyết định rút lui. Trên đường đi, Imoto đã chứng kiến cảnh nhiều xác lính Nhật chưa kịp chôn, những người còn sống sót phần lớn đều trong tình trạng bệnh hoặc hốc hác vì đói. Khi nghe lệnh triệt thoái lần đầu tiên, tướng Hyakutake, tham mưu trưởng của Hyakutake là Thiếu tướng Miyazaki Shuichi và sĩ quan tham mưu cấp cao Đại tá Konuma Norio đã không muốn chấp hành lệnh này mà muốn Quân đoàn 17 sẽ mở cuộc tổng tấn công cuối cùng nhắm vào quân Đồng Minh. Tuy nhiên đến trưa ngày 16 tháng 1, Hyakutake đã miễn cưỡng chấp hành lệnh. Hai ngày sau đó, các sĩ quan tham mưu Quân đoàn 17 thông báo lệnh này xuống cho các đơn vị dưới quyền, đầu tiên là Sư đoàn 38, sau đó là Sư đoàn 2. Theo kế hoạch này, Sư đoàn 38, đơn vị đang chống trả quân Mỹ tại khu vực đồi núi bên trong hòn đảo, được lệnh ngừng chiến đấu và rút lui về Cape Esperance, cực tây Guadalcanal từ ngày 20. Thay vào vị trí Sư đoàn 38 là Sư đoàn Bộ binh số 2 (đến Guadalcanal từ tháng 10 năm 1942) và Tiểu đoàn Yano, sau đó hai đơn vị này cũng sẽ tuần tự rút lui về phía tây theo Sư đoàn 38. Những người lính Nhật không còn khả năng di chuyển được khuyến khích tự sát để bảo vệ danh dự Quân đội Thiên hoàng. Kế hoạch triệt thoái của quân Nhật đòi hỏi những người lính phải di chuyển trong đêm với kỷ luật và an ninh nghiêm ngặt. Bất kỳ xe hoặc pháo hạng nặng nào mà lính Nhật không thể mang theo đều bị phá hủy và các sĩ quan giải thích cho binh lính dưới quyền việc di chuyển này là nhằm cho chiến dịch tấn công trong tương lai. Tài liệu quan trọng được mang theo, các tài liệu còn lại thì đem đốt. Lính Nhật đã không còn sức lực nên thay vì chôn các khí tài theo lệnh, họ đã vứt bỏ khí tài dọc theo con đường.

### Quân Nhật rút lui về phía tây
Khi Sư đoàn 38 rút lui khỏi các vị trí, Thiếu tá Patch cho mở những cuộc tấn công mới. Ngày 20 tháng 1, Sư đoàn Bộ binh số 25, do Thiếu tướng J. Lawton Collins chỉ huy, đã tấn công ba ngọn đồi mang tên 87, 88 và 89 (ba ngọn đồi này tạo thành dãy đồi có thể khống chế được Kokumbona). Gặp ít sự kháng cự hơn dự kiến, lính Mỹ chiếm được ba ngọn đồi vào buổi sáng ngày 22 tháng 1. Tận dụng thành quả bất ngờ này, Collins nhanh chóng ra lệnh lính Mỹ chiếm thêm hai ngọn đồi 90 và 91. Đến chập tối, quân Mỹ đã cô lập được Kokumbona và chuẩn bị khép vòng vây đối với Sư đoàn 2 Nhật Bản.[h]

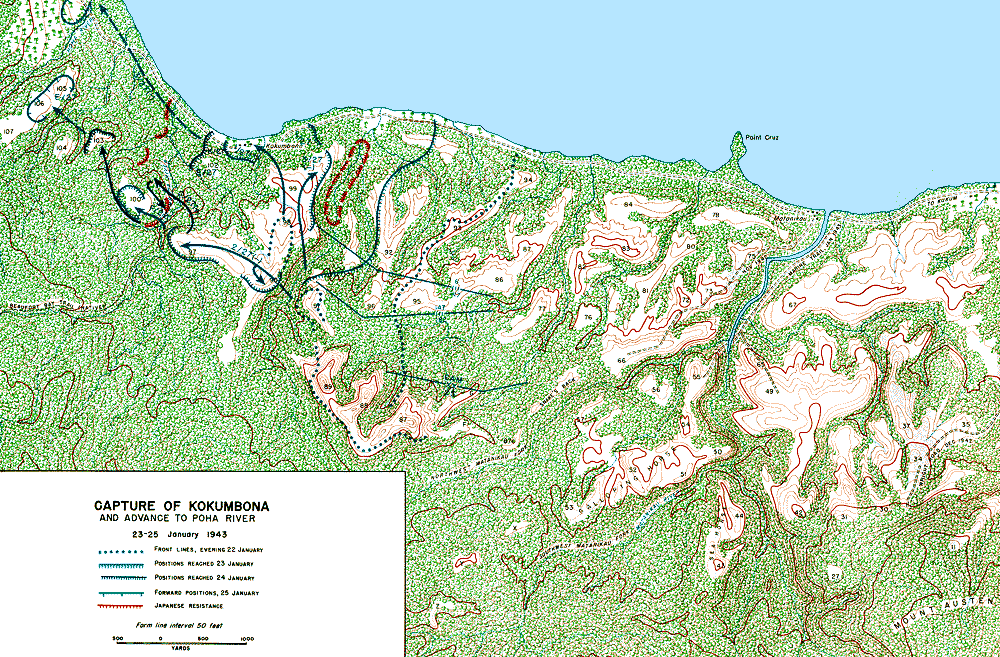
Lính Mỹ chiếm Kokumbona và bắt đầu tiénvề phía tây, 23–25 tháng 1.

Trước diễn biến trên, quân Nhật đã mau chóng di tản khỏi Kokumbona và Sư đoàn 2 được lệnh mau chóng rút về phía tây. Quân Mỹ chiếm Kokumbona ngày 23 tháng 1. Mặc dù một số đơn vị quân Nhật đã rơi vào vòng vây và bị tiêu diệt, hầu hết lực lượng Sư đoàn 2 đã rút chạy thành công. Sử gia Morison ước tính có khoảng 600 lính Nhật tử trận khi Kokumbona thất thủ.
Patch vẫn còn lo ngại về khả năng quân Nhật tăng viện để mở cuộc tấn công mới cho nên ông chỉ cho một trung đoàn tấn công quân Nhật ở tây Kokumbona, các đơn vị còn lại vẫn được giữ gần Lunga Point để bảo vệ sân bay. Địa hình phía tây Kokumbona cực kỳ lý tưởng cho lính Nhật cầm chân lính Mỹ để Quân đoàn 17 rút lui thành công về Cape Esperance. Đó là một con đường chỉ rộng 270–550 m nằm giữa biển và khu vực rừng rậm, các đỉnh núi san hô. Các đỉnh núi, chạy theo một góc 90 độ so với bờ biển, song song với nhiều con suối và lạch.
Ngày 26 tháng 1, một lực lượng hỗn hợp Lục quân và TQLC Mỹ (gồm Trung đoàn TQLC số 6 và Trung đoàn Bộ binh 147) đã tiến về phía tây và chạm trán Tiểu đoàn Yano tại sông Marmura. Tiểu đoàn Yano cầm chân thành công lính Mỹ và sau đó từ từ rút về phía tây trong ba ngày sau đó. Ngày 29 tháng 1, tiểu đoàn này vượt sông Bonegi, nơi mà Sư đoàn 2 (có thể có thêm Trung đoàn Bộ binh số 229 của Sư đoàn 38) đã xây dựng một vị trí phòng thủ.
Quân phòng thủ Nhật tại Bonegi tiếp tục cầm chân được quân Mỹ thêm ba ngày. Ngày 1 tháng 2, dưới sự yểm trợ của hải pháo từ các khu trục hạm USS Wilson và Anderson, lính Mỹ vượt sông thành công nhưng đã không tiếp tục áp lực tấn công về phía tây. Từ ngày 10 đến 31 tháng 1, phía Mỹ mất 189 người trong khi tổn thất chính xác của quân Nhật tại phòng tuyến sông Marmura và Bonegi là không rõ nhưng theo các báo cáo miêu tả là "nặng nề".[i]

### Các trận không chiến
Cường độ hoạt động không quân Nhật Bản gia tăng từ giữa tháng 1 với những cuộc không kích ban đêm vào sân bay Henderson từ 3 đến 10 máy bay, gây ra những thiệt hại nhỏ. Ngày 20 tháng 1, một oanh tạc cơ Kawanishi H8K ném bom Espiritu Santo. Năm ngày sau đó, 58 chiến đấu cơ Zero tấn công Guadalcanal vào ban ngày, chạm trán tám chiến đấu cơ Wildcat và sáu chiến đấu cơ P-38. Phía Nhật mất bốn Zero, sáu chiếc khác (hoặc hơn) bị thương, một oanh tạc cơ Mitsubishi G4M làm nhiệm vụ chim mồi cũng không quay về trong khi phía Mỹ không mất bất kỳ chiếc máy bay nào.[j]
Một cuộc không kích lớn thứ hai diễn ra ngày 27 tháng 1 bằng chín oanh tạc cơ hạng nhẹ Kawasaki Ki-48 "Lily", hộ tống bởi 74 chiến đấu cơ Nakajima Ki-43 "Oscar" thuộc Không lực Lục quân xuất phát từ Rabaul. Mười hai Wildcat, sáu P-38 và mười P-40 từ sân bay Henderson bay lên đánh chặn. Phía Nhật mất sáu chiến đấu cơ trong khi phía Mỹ mất một Wildcat, bốn P-40 và hai P-38. Các oanh tạc cơ Nhật ném bom vào các vị trí lính Mỹ quanh sông Matanikau nhưng chỉ gây ra thiệt hại nhỏ.[k]

### Trận chiến đảo Rennell
Tin rằng quân Nhật chuẩn bị mở cuộc tấn công mới ở nam quần đảo Solomon nhắm vào sân bay Henderson, Halsey đã đưa một đoàn tàu tiếp vận đến Guadalcanal, được bảo vệ bởi hầu hết các chiến hạm ông đang có trong tay. Đoàn tàu tiếp vận gồm bốn chuyển vận hạm và bốn khu trục hạm, trong khi các chiến hạm bao gồm hai hàng không mẫu, hai hàng không mẫu hạm hộ tống, ba thiết giáp hạm, 12 tuần dương hạm và 25 khu trục hạm được chia thành năm lực lượng đặc nhiệm.

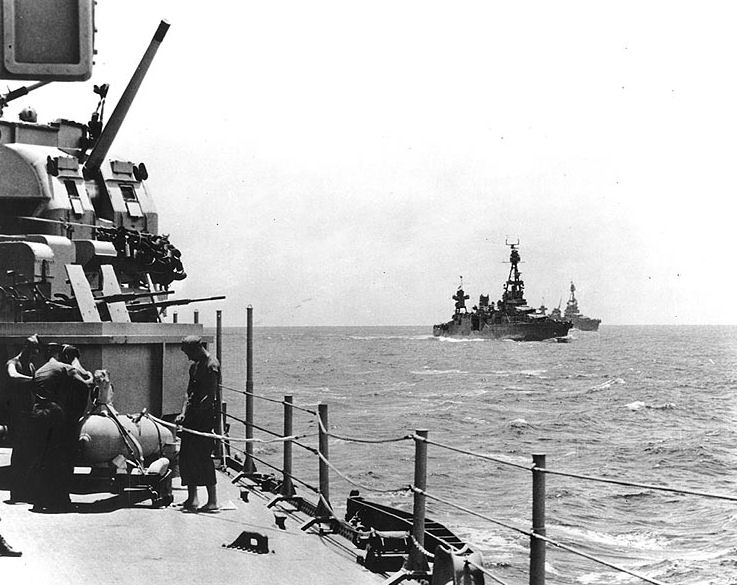
Lực lượng Đặc nhiệm 18 của Giffen tiến đến Guadalcanal ngày 29 tháng 1.

Lực lượng trực tiếp bảo vệ đoàn chuyển vận là Lực lượng Đặc nhiệm 18 (Task Force 18 - TF 18) chỉ huy bởi Chuẩn đô đốc Robert C. Giffen bao gồm ba tuần dương hạm hạng nặng, ba tuần dương hạm hạng nhẹ, hai hàng không mẫu hạm hộ tống và tám khu trục hạm. Lực lượng đặc nhiệm hàng không mẫu hạm, chủ lực là chiếc USS Enterprise ở vị trí phía sau TF 18 khoảng 400 km.
Để bảo vệ đoàn chuyển vận hiệu quả hơn, TF 18 được giao nhiệm vụ gặp bốn khu trục hạm vào lúc 21 giờ ngày 29 tháng 1 để thực hiện một cuộc rà soát quanh khu vực "The Slot" phía bắc Guadalcanal ngày hôm sau để bảo vệ cho việc dỡ hàng của các tàu vận tải tại Guadalcanal. Tuy nhiên tốc độ các hàng không mẫu hạm hộ tống quá chậm nên Giffen không thể theo kịp lịch trình, do đó ông phải để các hàng không mẫu hạm hộ tống lại phía sau với hai khu trục hạm vào lúc 14 giờ ngày 29 tháng 1 và bám theo lịch trình với lực lượng còn lại.
Lực lượng của Giffen đã bị các tàu ngầm Nhật (hoặc thủy phi cơ) phát hiện và báo cáo về tổng hành dinh hải quân. Chiều ngày 29 tháng 1, theo báo cáo của các tàu ngầm, 16 oanh tạc cơ Mitsubishi G4M "Betty" và Mitsubishi G3M "Nell" trang bị ngư lôi cất cánh từ Rabaul tấn công đoàn tàu của Giffen, lúc này đang ở giữa đảo Rennell và Guadalcanal. Các máy bay Nhật tấn công các chiến hạm của Giffen trong hai đợt từ 19 giờ đến 20 giờ. Tuần dương hạm hạng nặng USS Chicago trúng hai ngư lôi và tê liệt, trong khi ba máy bay Nhật bị hỏa lực phòng không bắn hạ. Halsey đưa một chiếc tàu dắt đến kéo Chicago về và ra lệnh lực lượng của Giffen rút về căn cứ trong ngày tiếp theo. Sáu khu trục hạm được giao nhiệm vụ ở lại hộ tống Chicago và chiếc tàu dắt. Lúc 16 giờ ngày 39 tháng 1, 11 máy bay phóng ngư lôi Mitsubishi, căn cứ tại Kavieng tấn công đoàn hộ tống chiếc Chicago. Các chiến đấu cơ xuất phát từ hàng không mẫu hạm Enterprise bắn rơi tám máy bay Nhật nhưng hầu hết các máy bay này đã phóng ngư lôi thành công trước khi bị tiêu diệt. Một ngư lôi làm thương nặng khu trục hạm USS La Vallette và bốn ngư lôi đánh chìm chiếc Chicago.[l]
Đoàn tàu chuyển vận đến Guadalcanal và đưa thành công hàng tiếp vận lên đảo vào ngày 30 và 31 tháng 1. Các chuyển vận hạm sau đó còn làm nhiệm vụ triệt thoái Trung đoàn TQLC số 2, đơn vị đã ở Guadalcanal từ đầu chiến dịch, ra khỏi hòn đảo. Các chiến hạm còn lại của Halsey chốt vị trí ở biển San Hô, phía nam quần đảo Solomon với ý định ngăn cản bất kì chiến hạm Nhật nào đến yểm trợ cho một cuộc tấn công nữa của quân Nhật. Tuy nhiên, việc TF 18 rời khỏi Guadalcanal đã vô tình làm mất đi mối đe dọa tiềm tàng đối với Chiến dịch Ke.
Lúc 18 giờ 30 ngày 29 tháng 1, hai tàu quét mìn của Hải quân Hoàng gia New Zealand, Moa và Kiwi đã chặn đánh tàu ngầm Nhật I-1 đang mang hàng tiếp vận tại Kamimbo ở Guadalcanal. Hai tàu quét mìn đã đâm vào và đánh chìm chiếc I-1 sau trận chiến kéo dài 90 phút (09°13′N 159°40′Đ / 9,217°N 159,667°Đ).[m]

### Đợt triệt thoái đầu tiên
Đô đốc Mikawa để các tuần dương hạm của mình ở lại Kavieng và tập hợp 21 khu trục hạm tại căn cứ hải quân ở quần đảo Shortland ngày 31 tháng 1 để chuẩn bị cho cuộc triệt thoái. Chuẩn Đô đốc Shintaro Hashimoto được giao nhiệm vụ chỉ huy các khu trục hạm này, gọi là Lực lượng Tăng viện. Một lực lượng không quân Nhật bao gồm 60 thủy phi cơ (12 chiếc Aichi E13A, 12 chiếc Nakajima A6M2-N và 36 chiếc Mitsubishi F1M) thuộc các tàu chở thủy phi cơ Kamikawa Maru, Kunikawa Maru và Sanyo Maru được giao nhiệm vụ trinh sát giúp cho Lực lượng Tăng viện và đề phòng các ngư lôi đỉnh Đồng Minh tấn công vào ban đêm. Các oanh tạc cơ B-17 trong buổi sáng ngày 1 tháng 2 tấn công căn cứ Shortland nhưng không gây ra được thiệt hại mà còn mất bốn chiếc sau khi bị chặn đánh bởi 48 chiến đấu cơ Zero. Trả đũa lại, máy bay Nhật thuộc Sư đoàn Không quân 6 gồm 23 chiến đấu cơ Ki-43 và sáu oanh tạc cơ Ki-21 ném bom sân bay Henderson cũng không gây thiệt hại gì và mất một chiến đấu cơ.[n]

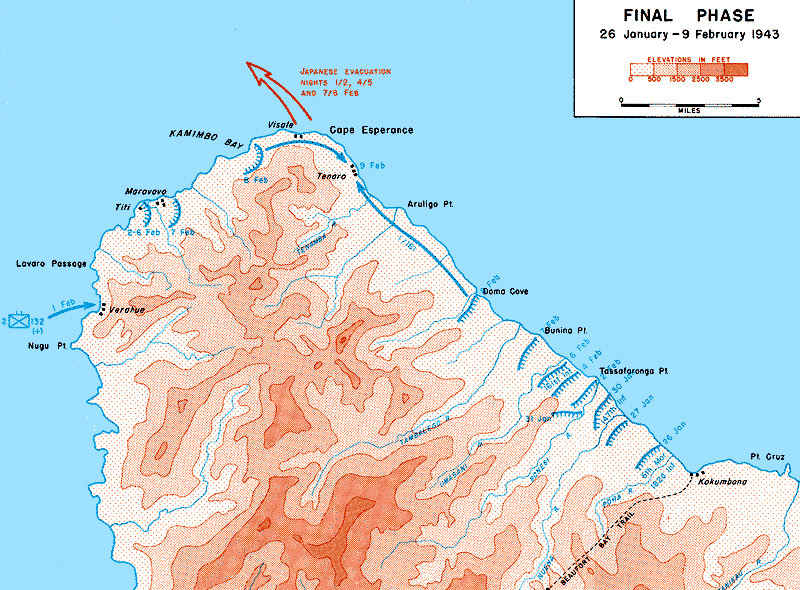
Bản đồ thể hiện giai đoạn cuối của Chiến dịch Guadalcanal, từ 26 tháng 1 đến 9 tháng 2, thể hiện hướng tiến công của quân Mỹ và các vị trí phòng thủ cũng như triệt thoái của quân Nhật.

Tin rằng quân Nhật sẽ rút lui về bờ biển phía nam Guadalcanal, sáng ngày 1 tháng 2, Patch gửi quân tăng viện gồm một tiểu đoàn lục quân và TQLC, quân số 1.500 người do đại tá Alexander George chỉ huy, đến Verahue ở bờ biển phía nam Guadalcanal. Lính Mỹ được đưa đến địa điểm đổ bộ bằng sáu dương vận đỉnh và một khu trục hạm vận tải (USS Stringham), hộ tống bởi bốn khu trục hạm, vốn là bốn khu trục hạm đã phối hợp cùng TF 18 rà soát ba ngày trước đó. Một trinh sát cơ Nhật phát hiện đoàn tàu đổ bộ và tin rằng đây là lực lượng đe dọa nguy hiểm đến cuộc triệt thoái vào ban đêm, phía Nhật đưa 13 máy bay phóng ngư lôi Aichi D3A2 "Val" và 40 chiến đấu cơ Zero cất cánh từ Buin, Bougainville tấn công đoàn tàu.[o]
Do lầm tưởng các máy bay Nhật đang bay đến tấn công là máy bay bạn, các khu trục hạm Mỹ đã không nổ súng cho đến tận khi những chiếc Val bắt đầu tấn công. Lúc 14 giờ 53, khu trục hạm USS De Haven nhanh chóng trúng ba quả bom và chìm ngay lập tức ở vị trí 3,2 km phía nam đảo Savo cùng với 176 thủy thủ, kể cả thuyền trưởng. Khu trục hạm USS Nicholas may mắn hơn chỉ bị thương. Năm chiếc Val và ba chiến đấu cơ Zero bị hỏa lực phòng không và chiến đấu cơ Mỹ bắn hạ. Phía Mỹ cũng mất ba chiến đấu cơ Wildcat.[p]
Hashimoto xuất phát từ quần đảo Shortland vào lúc 11 giờ 30 phút ngày 1 tháng 2 với 20 khu trục hạm làm nhiệm vụ triệt thoái đợt một, trong đó 11 chiếc làm nhiệm vụ vận tải và 9 chiếc làm nhiệm vụ bảo vệ. Đoàn khu trục hạm bị tấn công vào buổi chiều gần Vangunu bởi 92 máy bay thuộc Không lực Cactus trong hai đợt tấn công. Kì hạm Makinami bị hư hại nặng và bốn máy bay Không lực Cactus bị bắn rơi. Hashimoto đã chọn chiếc Shirayuki làm kì hạm thay thế và lệnh cho chiếc Fumizuki kéo Makinami về lại căn cứ.[q]
Tại khu vực giữa Guadalcanal và đảo Savo, mười một ngư lôi đỉnh đã phục kích đoàn khu trục hạm của Hashimoto dẫn đến nhiều cuộc chạm trán đã diễn ra trong suốt ba giờ đồng hồ từ 22 giờ 45. Cuối cùng các khu trục hạm Nhật nhờ có không quân yểm trợ đã đánh chìm ba ngư lôi đỉnh. PT 111 và PT 37 bị hải pháo từ các khu trục hạm đánh chìm (hải pháo của Kawakaze đánh chìm PT 111) còn PT 123 bị trúng bom từ các thủy phi cơ Nhật. Cùng lúc đó, các khu trục hạm làm nhiệm vụ vận chuyển đã đến Cape Esperance và Kamimbo để đón lính Nhật di tản lần lượt vào lúc 22 giờ 40 và 24 giờ. Lính Nhật trên đảo được những người lính Hải quân Nhật đón bằng sà lan hoặc tàu đổ bộ. Chuẩn Đô đốc Koyanagi Tomiji, sĩ quan chỉ huy cao thứ hai trong Lực lượng Tăng viện đã mô tả những người lính Nhật triệt thoái: "Những thân hình khủng khiếp của họ được phơi bày ra khi mà họ chỉ còn khoác trên người những phần còn lại của quần áo. Có lẽ họ rất vui, nhưng không ai còn khả năng biểu lộ cảm xúc. Cơ quan tiêu hóa của họ đã hoàn toàn bị phá hủy, nên chúng tôi không thể đưa thức ăn cho họ như bình thường được mà phải cho họ ăn cháo đặc." Một sĩ quan khác nói những người lính Nhật khi đưa lên các khu trục hạm đã mắc chứng tiêu chảy liên tục và không thể kiểm soát được.[r]
Sau khi đón được tổng cộng 4.935 người, chủ yếu thuộc Sư đoàn 38 (2.316 người) và trong số đó sư đoàn trưởng Sư đoàn 38 Sano Tadayoshi, các khu trục hạm vận tải dừng việc đón người vào lúc 1 giờ 58 phút và bắt đầu trở về quần đảo Shortland. Bất ngờ khu trục hạm Makigumo phát nổ và gãy đôi, do bị ngư lôi đỉnh tấn công hoặc trúng phải thủy lôi. Hashimoto ra lệnh thủy thủ đoàn của Makigumo bỏ tàu (09°15′N 159°47′Đ / 9,25°N 159,783°Đ). Tám oanh tạc cơ G4M của Không Hạm đội 11 tấn công sân bay Henderson vào đêm hôm đó nhưng không gây được bất kỳ thiệt hại nào, một kết quả tương tự đối với cuộc tấn công của sáu oanh tạc cơ SBD Dauntless khi những chiếc tàu Nhật đang đưa người lên tàu. Trong hải trình trở về, lúc 8 giờ, Lực lượng Tăng viện đã bị các máy bay của Không lực Cactus tấn công, nhưng không bị hề hấn gì và có mặt tại quần đảo Shortland lúc 12 giờ ngày 2 tháng 2.[s]

### Đợt triệt thoái thứ hai và sau cùng
Ngày 4 tháng 2, Patch ra lệnh Trung đoàn Bộ binh 161, do Đại tá James Dalton II chỉ huy, đến thay thế Trung đoàn 147 và tiếp tục tiến về phía tây. Tiểu đoàn Yano với quân số còn khoảng 350 người, được tăng viện 60 người từ hai trung đoàn bộ binh 124 và 28, rút lui về vị trí mới tại sông Segilau và quân Nhật được điều đi chặn bước tiến của lực lượng George tại bờ biển phía nam. Quân Nhật biết được quân số của lực lượng George sau khi lấy lời khai của hai tù binh Mỹ sau một đợt giao tranh gần Titi tại bờ biển phía nam. Hai tù binh này sau đó cũng vị giết chết. Vào thời điểm đó, các hàng không mẫu hạm và thiết giáp hạm thuộc lực lượng đặc nhiệm của Halsey đang ở vị trí 480 km phía nam Guadalcanal và vừa sát ngoài tầm bay của máy bay Nhật. Ngày 3 tháng 2, phía Nhật mất 5 oanh tạc cơ G4M trong một cuộc không kích vào hạm đội của Halsey, trong đó có chiếc chở Liên đoàn trưởng Liên đoàn 705, Genichi Mihara.

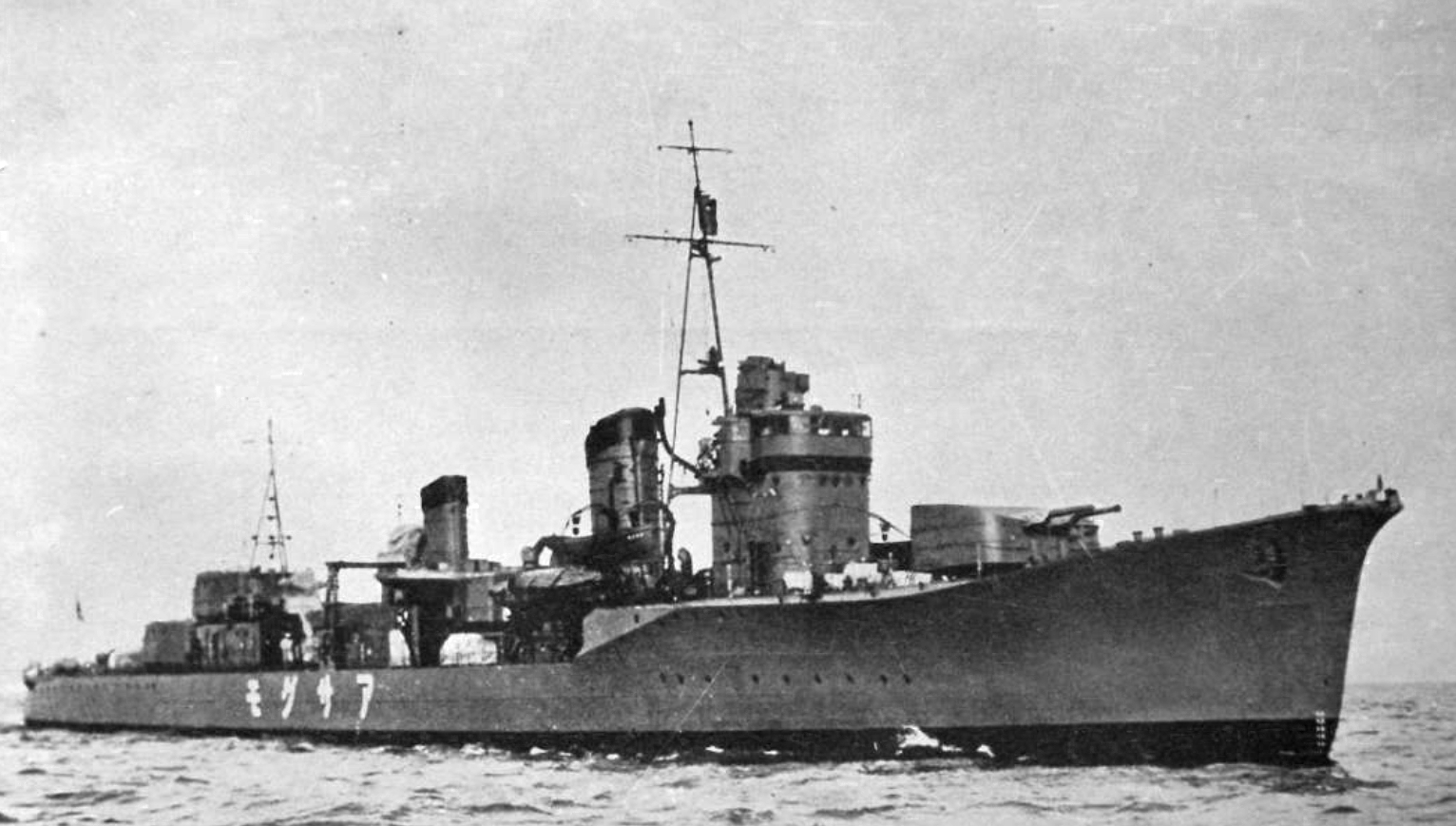
Khu trục hạm Asagumo

Kondo đưa hai khu trục hạm Asagumo và Samidare đến Shortland để thay thế hai khu trục hạm bị mất trong cuộc triệt thoái đầu tiên. Hashimoto chỉ huy nhiệm vụ triệt thoát lần hai với 20 khu trục hạm phía nam Guadalcanal vào lúc 11 giờ 30 ngày 4 tháng 2. Phi cơ Không lực Cactus (CAF) tấn công lực lượng của Hashimoto trong hai đợt bắt đầu từ lúc 15 giờ 50 với tổng cộng 74 chiếc. Khu trục hạm Maikaze bị thương nặng và được chiếc Nagatsuki kéo về Shortland theo lệnh của Hashimoto. Không lực Cactus mất tổng cộng 11 máy bay (bao gồm bốn oanh tạc cơ phóng ngư lôi TBF Avenger, ba oanh tạc cơ SBD Dauntless, ba chiến đấu cơ Wildcat và một P-40) còn phía Nhật Bản mất một chiến đấu cơ Zero.
Các ngư lôi đỉnh Hoa Kỳ đã không tấn công lực lượng của Hashimoto nên việc triệt thoái sau đó diễn ra vô cùng suôn sẻ. Các máy bay Nhật cũng đã quấy phá sân bay Henderson trong khi một chiếc PBY Catalina và năm chiếc SBD Dauntless của Không lực Cactus cố gắng tấn công lực lượng của Hashimoto khi đang đưa người lên tàu nhưng không thành. Lực lượng Tăng viện đã đón tướng Hyakutake và bộ tham mưu của ông cùng với 3.921 binh sĩ, chủ yếu thuộc Sư đoàn 2, trong đó có sư đoàn trưởng Sư đoàn 2 Maruyama Masao đi đến Bougainville mà không gặp phải sự tấn công nào vào lúc 12 giờ 50 ngày 5 tháng 2. Nguyên nhân là một cuộc tấn công của Không lực Cactus vào buổi sáng ngày hôm đó đã không phát hiện được lực lượng của Hashimoto.
Tin rằng các động thái của quân Nhật vào ngày 1 và 4 tháng 2 là nỗ lực tăng viện chứ không phải rút quân, lính Mỹ tại Guadalcanal tiến quân một cách chậm chạp và thận trọng, chỉ 820 m mỗi ngày. Lực lượng của George tạm dừng tiến quân vào ngày 6 tháng 2 sau khi đến Titi ở bờ biển phía nam. Ở bờ biển phía bắc, Trung đoàn 61 bắt đầu cuộc tấn công về phía tây vào lúc 10 giờ sáng ngày 6 tháng 2 và đến được sông Umasani vào cùng ngày. Cùng thời điểm đó, 2.000 lính Nhật còn lại được lệnh rút về Kamimbo. Chỉ huy lực lượng bọc hậu của quân Nhật là Đại tá Matsuda Yutaka.
Ngày 7 tháng 2, Trung đoàn 161 vượt sông Umasani để đến Bunina, cách Cape Esperance khoảng 14 km (9 dặm). Lực lượng của George, chỉ huy bởi George F. Ferry, tiến quân từ Titi đến Marovovo và đào hố cá nhân trú ẩn vào ban đêm phía bắc ngôi làng khoảng 1.800 m (2.000 yd).
Lo ngại sự xuất hiện của các hàng không mẫu hạm của Halsey và các chiến hạm lớn khác gần Guadalcanal, quân Nhật dự tính hủy bỏ đợt triệt thoái thứ ba, nhưng cuối cùng đã giữ nguyên kế hoạch ban đầu. Lực lượng Kondo cách phía bắc Guadalcanal 890 km chuẩn bị sẵn sàng trong trường hợp các chiến hạm của Halsey can thiệp vào cuộc triệt thoái. Hashimoto rời quần đảo Shortland với 18 khu trục hạm trưa ngày 7 tháng 2 và đi theo hành trình phía nam quần đảo Solomon thay vì lộ trình đi ngang qua Slot. Một cuộc tấn công của 36 máy bay Mỹ (15 chiếc SBD Dauntless, 20 chiếc Wildcat và một chiếc F5A) nhắm vào đoàn tàu Nhật vào lúc 17 giờ 55 đã làm chiếc Isokaze bị thương nặng, làm chết 10 thủy thủ và chiếc tàu phải rút lui về Truk sửa chữa dưới sự hộ tống của chiếc Kawakaze. Phía Đồng Minh và Nhật Bản mỗi bên mất một máy bay trong cuộc tấn công này (một chiếc F5A và một chiếc Zero).
Đoàn tàu của Hashimoto đến Kamimbo và đưa 1.972 lính Nhật lên tàu vào lúc 0 giờ 3 phút sáng ngày 8 tháng 2 mà không bị Hải quân Mỹ phát hiện. Trong suốt 90 phút sau đó, các thủy thủ của những chiếc khu trục hạm đã dùng thuyền chạy dọc bờ biển và ra sức kêu gọi để đảm bảo không còn ai bị bỏ lại. Đúng 1 giờ 32 phút, đoàn tàu rời Guadalcanal và đến Bougainville một cách suôn sẻ vào 10 giờ sáng, chính thức chấm dứt chiến dịch.[t]

## Kết quả
Rạng sáng ngày 8 tháng 2, quân Mỹ ở cả hai phía bờ biển bắt đầu tiến quân trở lại và chỉ còn chạm trán những lính Nhật bệnh tật hoặc nhìn thấy những xác lính Nhật trên đường đi. Patch giờ đây mới nhận ra những chuyến hải trình của Tốc Hành Tokyo trong tuần lễ vừa rồi chính là những cuộc triệt thoái chứ không phải tăng viện. Lúc 16 giờ 50 phút ngày 9 tháng 2, hai cánh quân Mỹ gặp nhau ở bờ biển phía tây tại làng Tenaro. Patch gửi tin đến Halsey, "Quân đội Nhật đã bị đánh bại hoàn toàn tại Guadalcanal từ 16 giờ 25 chiều nay... Tốc Hành Tokyo sẽ không còn bao giờ đến Guadalcanal nữa."
Quân Nhật đã triệt thoái thành công 10.652 người lính từ Guadalcanal. Đó là những người lính còn sống sót trong tổng số 36.000 người được đưa đến hòn đảo này suốt chiến dịch. 600 người lính chết vì bị thương hoặc do bệnh trên đường trở về trước khi nhận được sự chăm sóc y tế đầy đủ hơn. Ba ngàn người sau đó đã phải nằm viện trong thời gian dài. Sau khi nhận được tin báo cuộc triệt thoái đã thành công, Đô Đốc Yamamoto đã gửi lời khen đến tất cả các đơn vị tham gia chiến dịch và lệnh cho Kondo cùng tất cả các chiến hạm trở về Truk. Sư đoàn 2 và Sư đoàn 38 được đưa đến Rabaul để bổ sung lực lượng. Sư đoàn 2 sau đó được đưa đến Philippines vào tháng 3 năm 1943 còn Sư đoàn 38 làm nhiệm vụ bảo vệ Rabaul và New Ireland. Phương diện quân 8 và Hạm đội Khu vực Đông Nam chuyển sang bảo vệ khu vực trung tâm quần đảo Solomon tại Kolombangara và New Georgia, đồng thời vận chuyển lực lượng tăng viện, chủ yếu thuộc Sư đoàn Bộ binh 51 đến New Guinea. Quân đoàn 17 được xây dựng lại với nòng cốt là Sư đoàn Bộ binh 6 với tổng hành dinh tại Bougainville. Tại Guadalcanal, nhiều lính Nhật vẫn còn bám trụ lại đã bị các toán tuần tra của Đồng Minh tiêu diệt hoặc bắt sống. Người lính Nhật đầu hàng cuối cùng tại Guadalcanal được ghi nhận lại vào tháng 10 năm 1947.[u]
Về phía Hoa Kỳ, các sử gia đã đánh giá Patch và Halsey mắc sai lầm trong chiến dịch này dẫn đến việc dù có ưu thế tuyệt đối về cả ba lực lượng không, lục, hải quân nhưng lại để cho quân Nhật triệt thoái thành công khỏi Guadalcanal với tổn thất nhỏ. Đô đốc Chester Nimitz, tổng tư lệnh quân Đồng Minh tại mặt trận Thái Bình Dương, đã nói về thành công của Chiến dịch Ke, "Đến những giờ phút cuối cùng vẫn có cảm giác là quân Nhật đang đưa quân tiếp viện đến. Chính kỹ năng che giấu kế hoạch và hành động cấp tốc đã giúp người Nhật triệt thoái thành công tàn quân của họ tại Guadalcanal. Khi tất cả quân Nhật đã rút lui ngày 8 tháng 2, chúng tôi mới nhận ra ý đồ của họ trong việc bố trí không quân và hải quân."
Tuy nhiên, quân đội Nhật dù thành công trong chiến dịch này nhưng điều này cũng đồng nghĩa chiến dịch tái chiếm Guadalcanal của họ đã kết thúc với thất bại hoàn toàn. Sau thắng lợi tại Guadalcanal, quân Đồng Minh chính thức bắt đầu giai đoạn phản công tại Mặt trận Thái Bình Dương.

### Trích dẫn
1. ↑  Frank O. Hough, tr. 595-596.
2. ↑  Zimmerman, trang 164, Frank O. Hough, tr. 595-596.
3. ↑  Frank O. Hough, tr. 235–236
4. ↑  Samuel Eliot Morison 1958, tr. 14-15 và Henry I. Shaw 1992, tr. 18
5. ↑  Frank O. Hough, tr. 141–158, 218–246, 337–367
6. ↑  Frank O. Hough, tr. 428-492 và Samuel Eliot Morison 1958, tr. 286-287.
7. ↑  Frank O. Hough, tr. 499.
8. ↑  Frank O. Hough, tr. 493-527; Hough, pp. 364–365; Morison, pp. 324–325.
9. ↑  Tameichi Hara Yamamoto 1974, tr. 49
10. ↑  Frank O. Hough, tr. 513-524; Morison, pp. 318–321; Griffith, p. 268; Toland, p.424.
11. ↑  Hayashi, p. 62, Griffith, p. 268, Frank O. Hough, tr. 534-536, Toland, p. 421–423.
12. ↑  Griffith, p. 268, Frank O. Hough, tr. 53-538, Jersey, p. 384, Hayashi, p. 62.
13. ↑  Jersey, p. 384, Frank O. Hough, tr. 538, Griffith, p. 268, Hayashi, p. 62–64, Toland, p. 426.
14. ↑  Lê Vinh Quốc & Huỳnh Văn Tòng 1991, tr. 198
15. ↑  Hayashi, p. 62–64, Griffith, p. 268, Frank O. Hough, tr. 539, Toland, p. 426.
16. ↑  Miller, p. 338, Frank O. Hough, tr. 540-541, Morison, p. 333–334, Rottman, p. 64, Griffith, p. 269, Jersey, p. 384, Hayashi, p. 64.
17. ↑  Frank O. Hough, tr. 541, Morison, p. 340.
18. ↑  Frank O. Hough, tr. 542, 547-550, Morison, p. 338, 363, Rottman, p. 64, Griffith, p. 278, Jersey, p. 392–393.
19. ↑  Frank O. Hough, tr. 543
20. ↑  Frank O. Hough, tr. 542-543.
21. ↑  Frank O. Hough, tr. 543-544, Rottman, p. 64.
22. ↑  Frank O. Hough, tr. 545-546, Morison, p. 340, 351, D'Albas, p. 237.
23. ↑  Griffith, p. 279, Frank O. Hough, tr. 559-560, Morison, p. 339, Rottman, p. 64, Jersey, p. 386–388, Toland, p. 427.
24. ↑  Frank O. Hough, tr. 561.
25. ↑  Frank O. Hough, tr. 541, 560-562, Miller, p. 349, Jersey, p. 368, 388–389, Griffith, p. 279–284, Rottman, p. 64, Toland, p. 428–429.
26. ↑  Jersey, p. 390-391.
27. ↑  Hough, p. 367–368, Frank O. Hough, tr. 568-570, Miller, p. 319–329, Morison, p. 342–343.
28. ↑  Frank O. Hough, tr. 570, Miller, p. 329–332, Morison, p. 343.
29. ↑  Griffith, p. 284–285, Frank O. Hough, tr. 570-572, Hough, p. 369–371, Miller, p. 340.
30. ↑  Jersey, p. 373, 375–376 Frank O. Hough, tr. 572, Morison, p. 343, Griffith, p 285, Hough, p. 369–371, Miller, p. 341, Shaw, p. 50–51.
31. ↑  Frank O. Hough, tr. 572, Morison, p. 343–344, Jersey, p. 373–374, 381, Miller, p. 341–342.
32. ↑  Frank O. Hough, tr. 573-574, 576, Morison, p. 340, 347.
33. ↑  Frank O. Hough, tr. 574, 756, Morison, p. 347–348.
34. ↑  Morison, p. 351–352, Frank O. Hough, tr. 577.
35. ↑  Frank O. Hough, tr. 577-578, Crenshaw, p. 62, Morison, p. 352–353.
36. ↑  Frank, p. 578.
37. ↑  Morison, p. 354.
38. ↑  Morison, p. 354, Tagaya, p. 66.
39. ↑  Morison, p. 354–355, Tagaya, p. 66.
40. ↑  Crenshaw, p. 62–63, Morison, p. 355–359, Frank, p. 579–580.
41. ↑  Morison, p. 360–363, Frank O. Hough, tr. 580-581, Crenshaw, p. 64–65, Tagaya, pp. 66–67.
42. ↑  Morison, p. 363, Griffith, p 285.
43. ↑  Frank O. Hough, tr. 574-576, Hackett và Kingsepp HIJMS Submarine I-1: Tabular Record of Movement, Morison, p. 348–350, Jersey, p. 372.
44. ↑  Frank O. Hough, tr. 582-583, 757–758.
45. ↑  Jersey, p. 376–378, Frank O. Hough, tr. 583, Morison, p. 364–365, Miller, p. 343–345, Zimmerman, p. 162.
46. ↑  Frank O. Hough, tr. 584-585, Morison, p. 366, Brown, p. 81, Jersey, p. 377.
47. ↑  Frank O. Hough, tr. 585-586, 758, Morison, p. 366, Jersey, p. 392–393.
48. ↑  Frank O. Hough, tr. 587-588, Morison, p. 367–368, Jersey, p. 393–395, Toland, p. 429–430.
49. ↑  Frank O. Hough, tr. 587-588.
50. ↑  Jersey, p. 391–392, Frank O. Hough, tr. 588.
51. ↑  Griffith, p 285, Frank O. Hough, tr. 588, Morison, p. 367–368, Brown, p. 81, Dull, p. 268.
52. ↑  Frank O. Hough, tr. 589-590, Jersey, p. 378–380, 383, 400–401, Miller p. 342–343, 346.
53. ↑  Frank O. Hough, tr. 590-591, Morison, p. 369–370, Jersey, p. 395, Dull, p. 268.
54. ↑  Griffith, p 285, Frank O. Hough, tr. 591, Morison, p. 370.
55. ↑  Jersey, p. 391, 394, Frank O. Hough, tr. 591-592, Miller, p. 345–346.
56. ↑  Jersey, p. 383, Frank O. Hough, tr. 593-594, Miller, p. 345–347.
57. ↑  Frank O. Hough, tr. 594-595, Morison, p. 370, Jersey, p. 396, Dull, p. 268.
58. ↑  Griffith, p 285–286, Frank O. Hough, tr. 594-595, Morison, p. 370, Jersey, p. 396–400, Dull, p. 268.
59. ↑  Jersey, p. 383, Frank O. Hough, tr. 596-597, Morison, p. 371, Miller, p. 346–348.
60. ↑  Frank O. Hough, tr. 596-597, Morison, p. 370–371, Rottman, p. 64–65, D'Albas, p. 238, Griffith, p. 269, 286, Jersey, p. 400–401, Hayashi, p. 65–66.
61. ↑  Griffith, p. 285–286, Frank O. Hough, tr. 597, Zimmerman, p. 162.
62. ↑  Lê Vinh Quốc & Huỳnh Văn Tòng 2000, tr. 3
63. ↑  Frank O. Hough, tr. 751.
64. ↑  Frank O. Hough, tr. 752.
65. ↑  Frank O. Hough, tr. 754.
66. ↑  Jersey, p. 391.